# Ficus monckii
Ficus monckii là một loài thực vật thuộc họ Moraceae. Loài này có ở Argentina, Brasil, Paraguay, và Uruguay.